# Дубовичский
Заказник «Дубовичский» (втрачена) – об'єкт природно-заповідного фонду, що був оголошений рішенням Сумського Облвиконкому № 430 27.07.1977 року на землях Кролевецького лісгоспзагу (урочище"Тулиголівська дача", квартал 16). Адміністративне розташування - Кролевецький район, Сумська область.

## Характеристика
Площа – 20 га.
Об'єкт на момент створення був місцем зростання рідкісних рослин.

## Скасування
Рішенням Сумської обласної ради № 227 10.12.1990 року пам'ятка була скасована.
Скасування статусу відбулось з причини втрати свого призначення, бо на його території знаходиться військова частина.
Вся інформація про створення об'єкта взята із текстів зазначених у статті рішень обласної ради, що надані Державним управлянням екології та природних ресурсів Сумської  області Всеукраїнській громадській організації «Національний екологічний центр України».